# Lukićevo
Lukićevo (cyr. Лукићево) – wieś w Serbii, w Wojwodinie, w okręgu środkowobanackim, w mieście Zrenjanin. W 2011 roku liczyła 1804 mieszkańców.